# Roller Hockey Les Corsaires Paris XIII
 (novembre 2012).
Les Corsaires de Paris XIII est un club de roller in line hockey fondé en 1986 situé à Paris dans le 13e arrondissement.

## Historique
Initialement spécialisé depuis sa fondation en rink hockey, le club adopte et se convertit au roller in line hockey en 1996.
Avec près de 200 licenciés, le club de Paris XIII compte parmi ses effectifs un arbitre international, un arbitre national et des arbitres régionaux formés au sein du Club[réf. nécessaire].
Avec l’engagement de l’équipe première en Nationale 1 depuis la saison 2000-2001, puis Élite depuis 2011-2012, le budget du club doit financer d'importants coûts d'engagement et de déplacements.

### Saison 2010-2011
L'équipe première est sacrée championne de France en National 1 contre le Roller Hockey Reims, accédant de fait à la ligue Élite pour la saison 2011-2012.
L'été est marqué par le départ de l'entraîneur-capitaine international canadien Frédéric Corbeil pour le club des Fous du bitume de Villeneuve, et les arrivées de joueurs notamment nord américains (Alex Grenier, Simon Deveault, Tyler Walser) et de Caen (Thomas Enguerrand).

### Saison 2011-2012
L'équipe se qualifie pour les phases finales grâce à un match couperet à la dernière journée en terminant 6e. Elle sera ensuite largement battue en quart de finale en aller retour face à Villeneuve.

### Saison 2012-2013
Menée par Tyler Walser, l'équipe se classe 4e de saison régulière. Elle remporte le championnat face à Anglet: défaite 7-8 au match aller et victoire 6-2 au match retour au Gymnase Marcel Cerdan.

### Saison 2021-2022
Après 11 saisons en championnat élite, l'équipe est reléguée en championnat national, dans lequel elle évolue toujours pour la saison 2023-2024. Paris XIII finit bon dernier de la première phase, ne remportant pas un seul de ses 18 matchs.

## Palmarès
- Championnat de France élite
  - Champion (1) : 2013[2]

- Championnat de France N1
  - Champion (1) : 2011

## Les différentes sections
Depuis la création du Championnat de France de la discipline en 1995, le club représente les couleurs de Paris.
En 2023-2024 : 
- Séniors : National, Nationale 2, Nationale 3, Pré-Nationale, Régionale et Loisirs.
- Jeunes : Junior, Cadet, Minime, Benjamin, Poussin, Mini.

## Galerie d'images

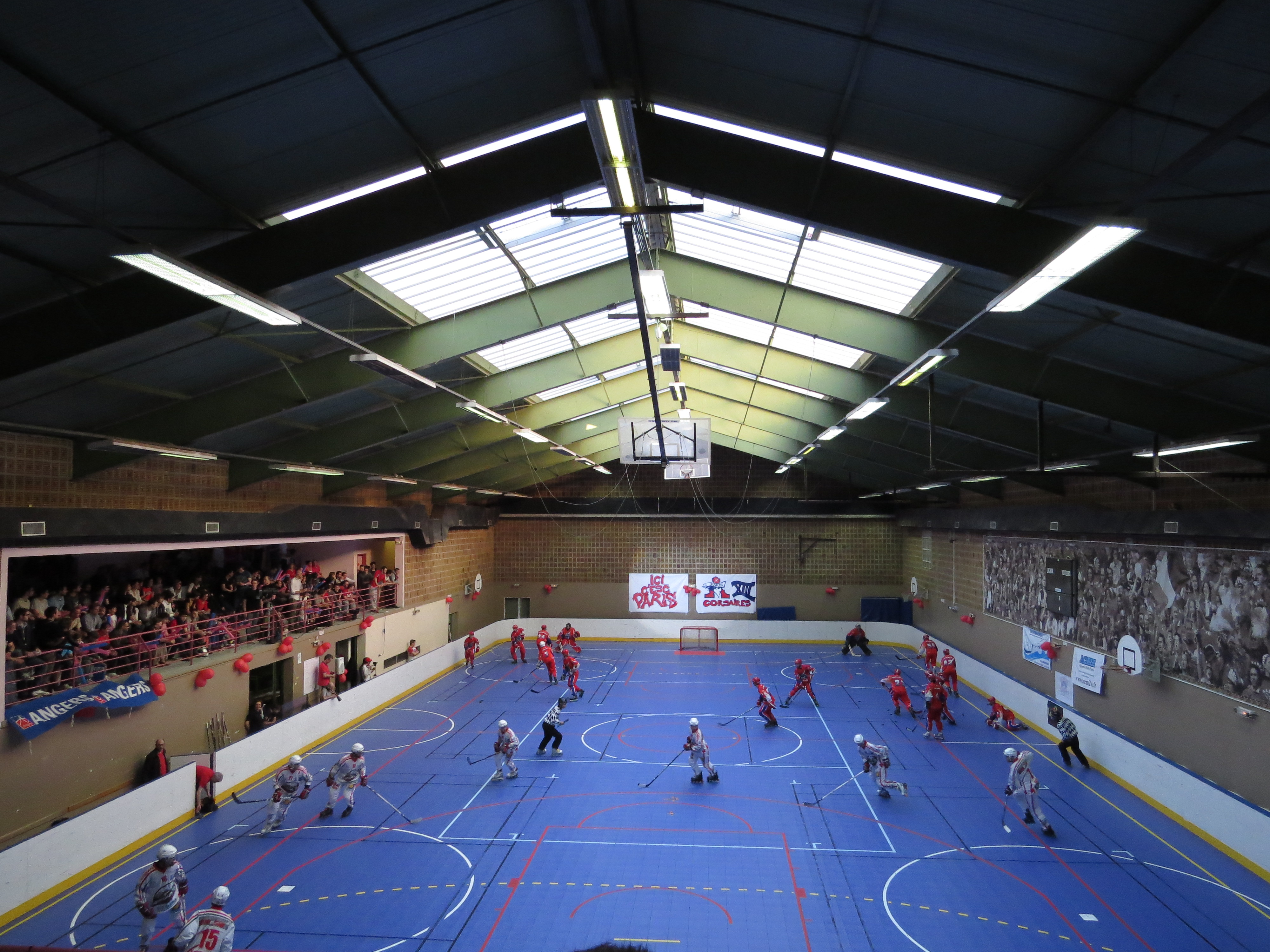
Le gymnase lors du match retour de la finale de roller hockey
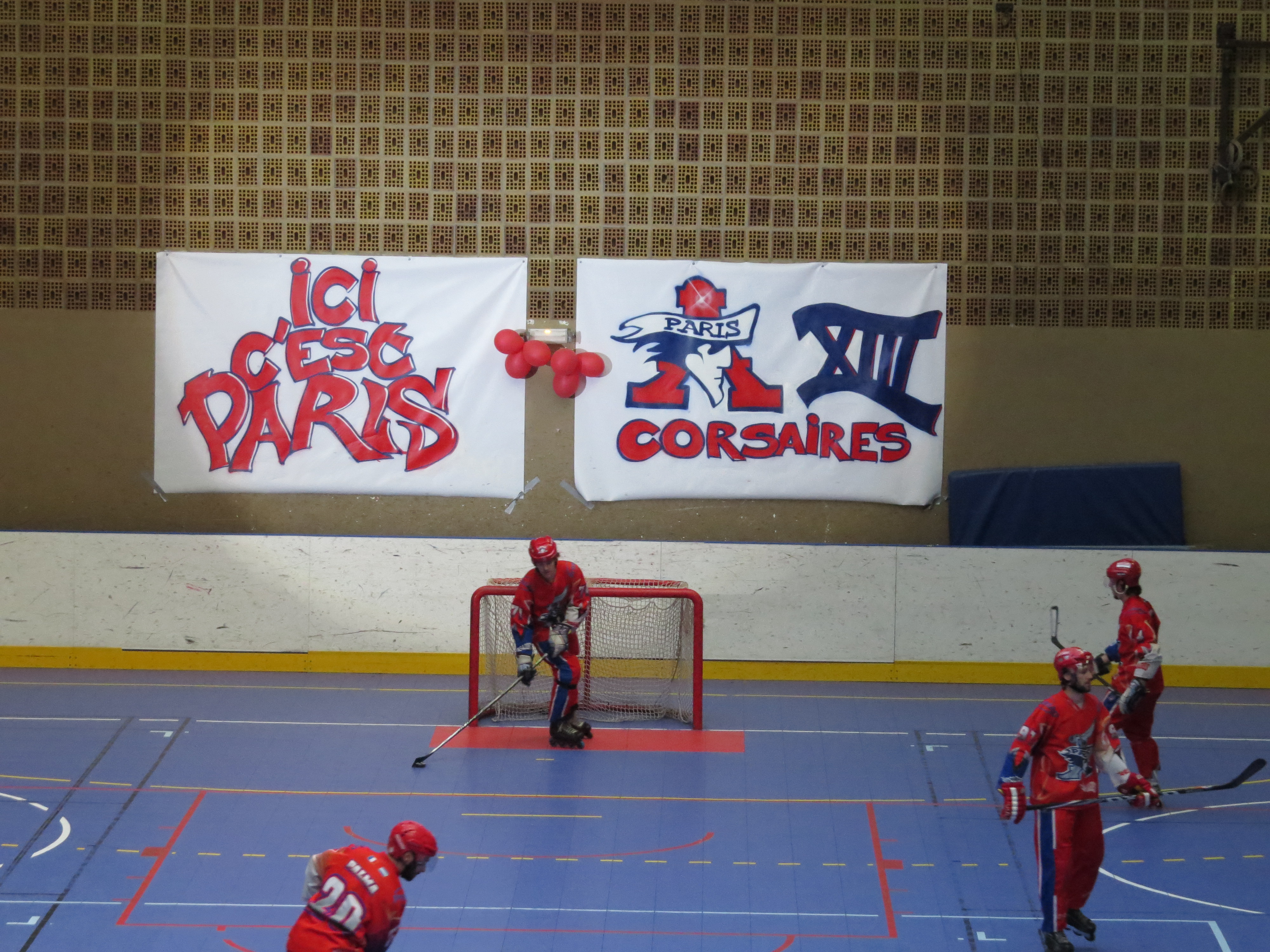
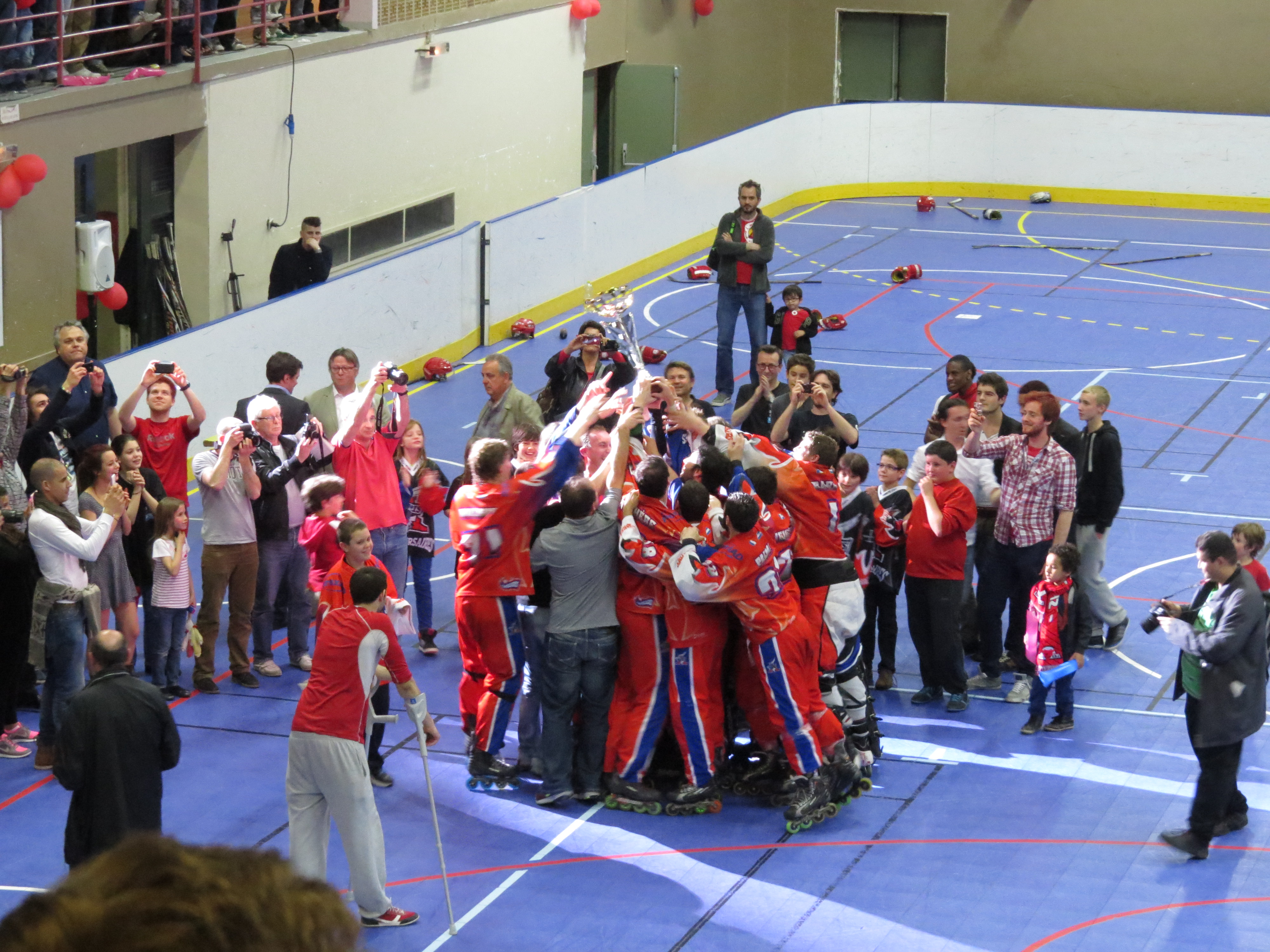
Les Corsaires sont champions de France de Ligue Elite (saison 2012 - 2013)